# Regiunea Karas
Karas este o regiune a Namibiei a cărei capitală este Keetmanshoop. Are o populație de 69.677 locuitori și o suprafață de 161.324 km2.

## Subdiviziuni
Această regiune este divizată în 6 districte electorale:
- Keetmanshoop Urban
- Berseba
- Lüderitz
- Oranjemund
- Karasburg
- Keetmanshoop Rural